# 키프로스쥐
키프로스쥐(Mus cypriacus)는 쥐과 생쥐속에 속하는 설치류의 일종이다. 키프로스의 토착종이다. 트루도스 산맥의 포도밭이나 들판에서 주로 서식하는 것으로 추정된다. 2004년 더럼 대학교 연구원 쿠치(Thomas Cucchi)가 신종으로 동정했다. 2006년 국제동물분류학회지인 "주택사"(zootaxa)에 공식적으로 기술되었다. 키프로스쥐는 다른 유럽쥐와 달리 귀와 눈 그리고 이빨이 크다. DNA 분석을 통해 별도의 종으로 확인되었다.